# Кале-Поти
Кале-Поти — феодальный замок, находившийся в подчинении Капитанство Готия. Руины крепости находятся на вершине скалистой возвышенности, расположенной у моря  на восточной окраине поселка Партенит Большой Алушты.
Крепостные стены толщиной 1,25 - 1,3 метра опоясывали вершину скалы по всему периметру. Сложены они были из бута на песочно-известковом растворе. На северо-восточном и юго-восточном участках обороны находились две четырехугольных башни (7 x 6,8 и  6 x 6 метров). Площадь укрепления около 800 м².
Рядом с крепостью, на склонах холма Тепелер, находятся остатки поселения XIII-XV веков.
В замке в конце XIV—XV в. мог находиться консул в Партените республики Генуя, которая в то время владела побережьем. По другому мнению -  это была цитадель Партенита, т.е. аристократическая часть поселения, укрепленная стенами и башнями, вокруг которой существовал посад (торжище).